# Hélène 2016
 (juin 2016).
Si vous disposez d'ouvrages ou d'articles de référence ou si vous connaissez des sites web de qualité traitant du thème abordé ici, merci de compléter l'article en donnant les références utiles à sa vérifiabilité et en les liant à la section « Notes et références ».
Albums de Hélène Rollès
Hélène 2012
(2012) L'Essentiel
(2016)
Singles
1. Effacer le passé
Sortie : Avril 2016
2. Nos tendres années
Sortie : Mai 2016

Hélène est le neuvième album studio de la chanteuse Hélène Rollès. Il se classera à la 5e place des Charts français à sa sortie,  Au 5 novembre 2016, 60 000 exemplaires ont été vendus. Lors de l'émission Les années bonheur (diffusée le 5 novembre 2016 sur France 2), Patrick Sébastien remet à Hélène le Disque d'OR de son dernier album Hélène 2016.

## Historique
Le CD est sorti le 3 juin 2016 chez JLA Disc.
Les chansons de cet album sont scénarisées et intégrées au scénario de la saison 12 des Mystères de l'amour dont Hélène Rollès est l'héroïne, diffusée sur TMC et IDF1. La pochette de l'album studio est quant à elle, dévoilée en février sur les réseaux sociaux.
L'album comprend 14 titres inédits dont une chanson en version acoustique (Di dou dam) et une nouvelle version réenregistrée du single de 1992 Pour l'amour d'un garçon.

## Liste des chansons
1. Effacer le passé
2. Je n'ai pas fait exprès
3. Je pense à toi
4. Di dou dam
5. Le temps qui passe
6. Nos tendres années
7. Des mots d'amour
8. Le pays des amours oubliées
9. Petit bout de chemin
10. N'importe quoi
11. Tu pourrais revenir
12. Di dou dam (acoustique)
13. Pour l'amour d'un garçon (2016)
14. Nos tendres années (choral)

## Singles
- Avril 2016 : Effacer le passé
- Mai 2016 : Nos tendres années

## Crédits
- Paroles : Hélène Rollès / Jean-François Porry
- Musiques : Hélène Rollès / Jean-François Porry / Gérard Salesses